# Leiogonopus bidentatus
Leiogonopus bidentatus är en mångfotingart som beskrevs av Loomis 1964. Leiogonopus bidentatus ingår i släktet Leiogonopus och familjen Fuhrmannodesmidae. Inga underarter finns listade i Catalogue of Life.